# Barranc de Font Truïda
El Barranc de Font Truïda és un barranc del terme de Castell de Mur, a l'antic terme de Mur.
Es forma a l'extrem de llevant de la Serreta, des d'on davalla cap al sud-est. Passa pel nord de l'Obac del Pui, poc després troba la Font Truïda i, finalment, al cap de poc s'aboca en la llau de Mascaró.